# 盧特森 (明尼蘇達州)
盧特森（英語：Lutsen）是位於美國明尼蘇達州庫克縣盧特森鎮區的一個普查規定居民點。

## 人口
根據2020年美國人口普查的數據，盧特森的面積為27.69平方千米，當中陸地面積為27.39平方千米，而水域面積為0.30平方千米。當地共有人口220人，而人口密度為每平方千米7.95人。